# Langhe (Wein)

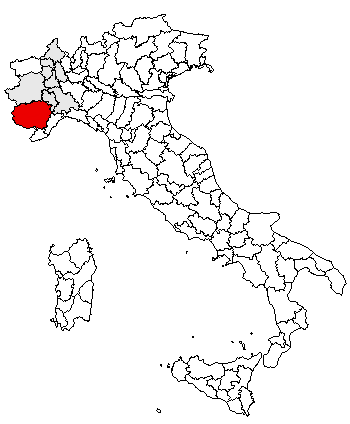
Lage der Provinz Cuneo

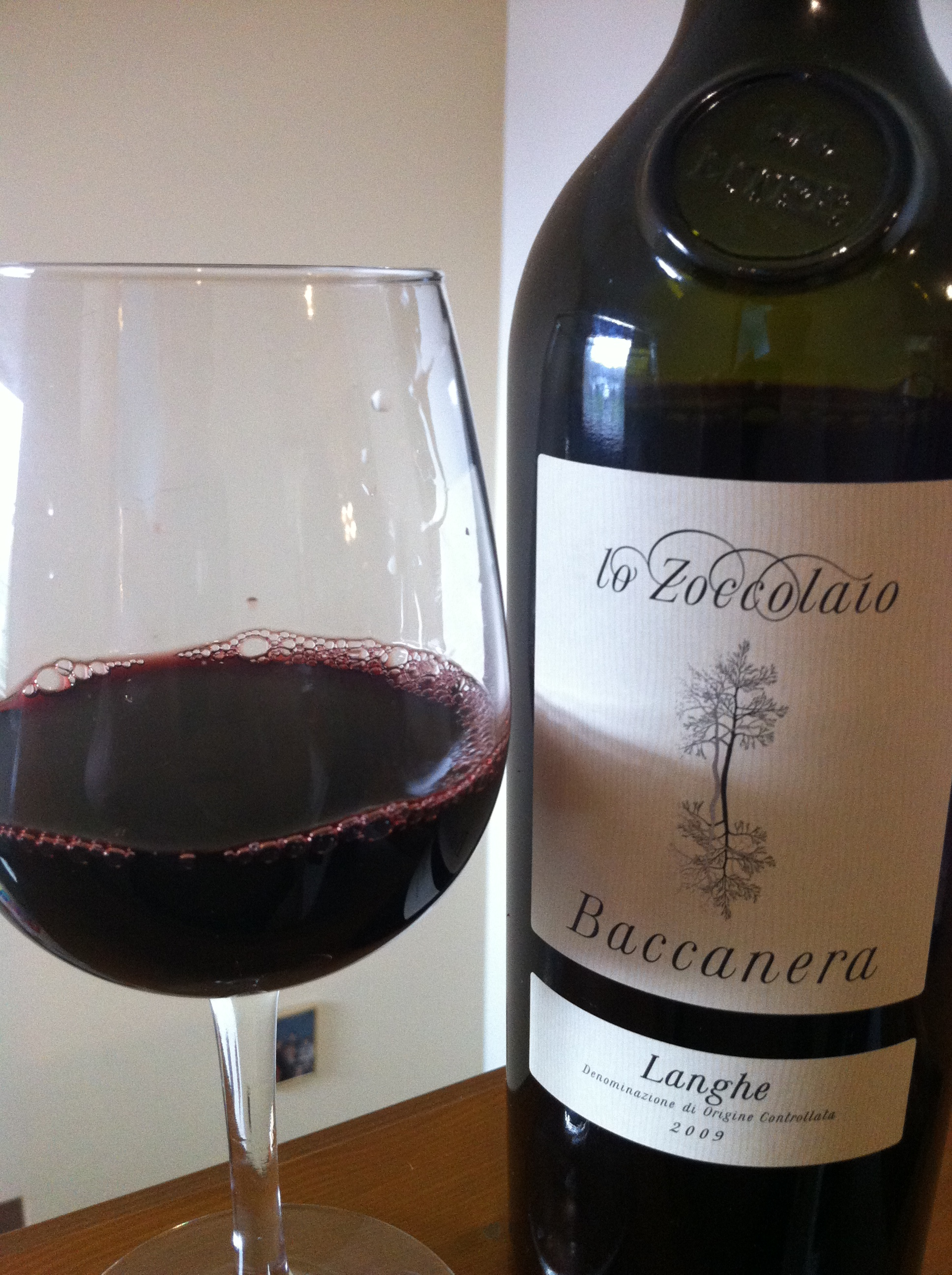
Ein Langhe-DOC-Wein

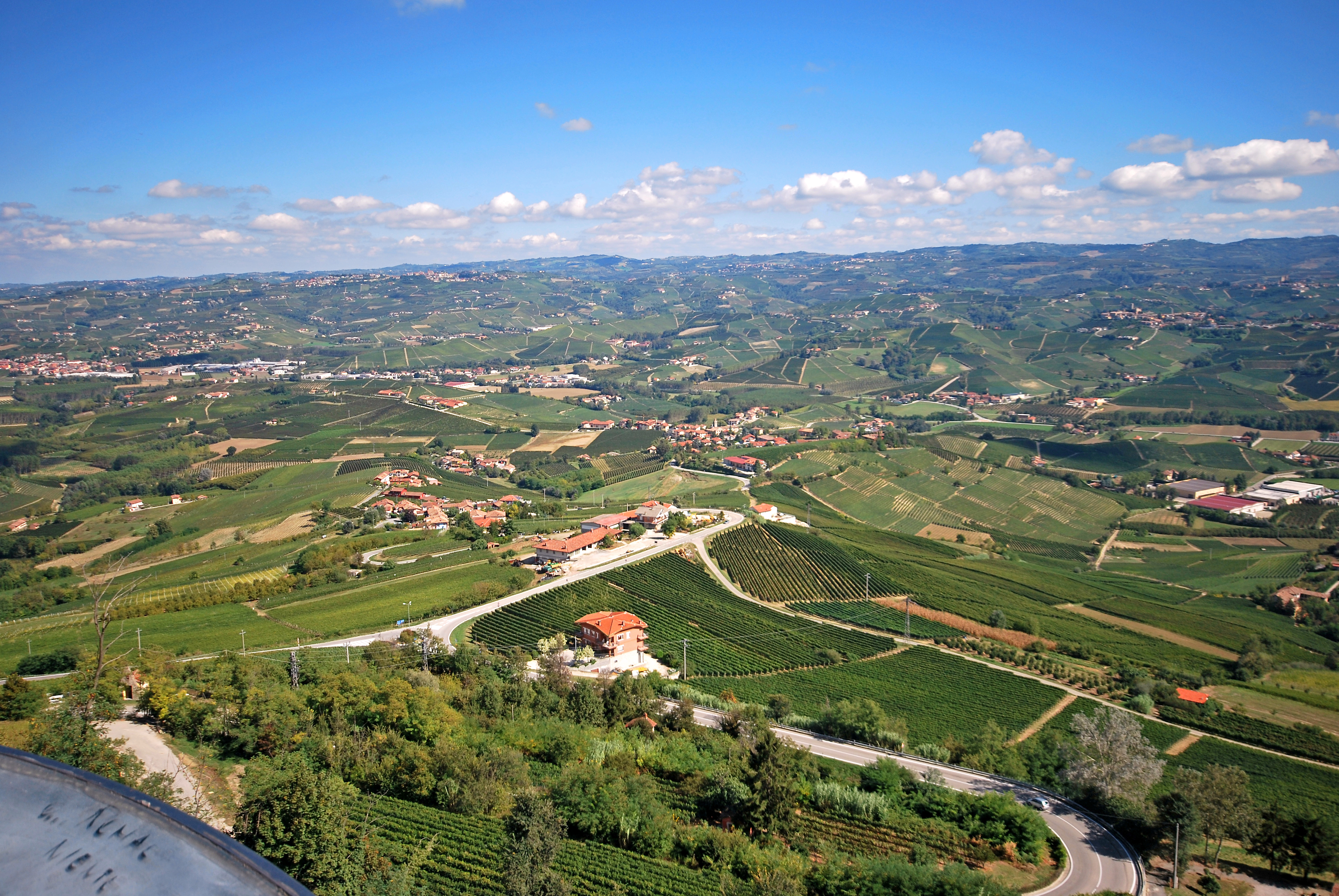
Blick auf das Weinbaugebiet der Langhe (von La Morra aus)

Unter der Bezeichnung Langhe werden italienische Rot-, Rosé- und Weißweine aus der Gegend um Alba in der Provinz Cuneo in der Region Piemont verstanden. Die Weine besitzen seit 1994 eine „kontrollierte Herkunftsbezeichnung“ (Denominazione di origine controllata – DOC), die zuletzt am 7. März 2014 aktualisiert wurde.

## Erzeugung
Das Weinbaugebiet der Langhe ist eines der größeren im Piemont. Im Jahr 2017 wurden 96.498 Hektoliter DOC-Wein erzeugt.
- „Langhe rosso“: Verschnittwein aus roten Rebsorten, die in der Region Piemont zum Anbau zugelassen sind.
- „Langhe rosato“: muss zu mindestens 60 % aus den Rebsorten Barbera oder Dolcetto oder Nebbiolo bestehen. Höchstens 40 % andere rote Rebsorten, die für den Anbau im Piemont zugelassen sind, dürfen zugesetzt werden.
- „Langhe bianco“: Verschnittwein aus weißen Rebsorten, die in der Region Piemont zum Anbau zugelassen sind.
- „Langhe …“, gefolgt von der kennzeichnenden Rebsorte: Arneis, Barbera, Cabernet Sauvignon, Chardonnay, Dolcetto, Favorita, Freisa, Merlot, Nascetta, Nebbiolo, Pinot nero, Riesling, Rossese bianco, Sauvignon. Die genannte Rebsorte muss zu mindestens 85 % enthalten sein. Bis zu maximal 15 % Rebsorten der analogen Farbe, die für den Anbau im Piemont zugelassen sind, dürfen zugesetzt werden.

## Anbaugebiet
- Die Verschnittweine und die Rebsortenweine (mit Ausnahme des Arneis) dürfen in folgenden Gemeindegebieten hergestellt werden:[1]
  - in der Provinz Cuneo: Alba, Albaretto della Torre, Arguello, Baldissero d’Alba, Barbaresco, Barolo, Bastia Mondovì, Belvedere Langhe, Benevello, Bergolo, Bonvicino, Borgomale, Bosia, Bossolasco, Bra, Briaglia, Camo, Canale d’Alba, Carrù, Castagnito, Castellinaldo, Castellino Tanaro, Castiglione Falletto, Castiglione Tinella, Castino, Cerretto Langhe, Cherasco, Ciglié, Cissone, Clavesana, Corneliano d’Alba, Cortemilia, Cossano Belbo, Cravanzana, Diano d’Alba, Dogliani, Farigliano, Feisoglio, Gorzegno, Govone, Grinzane Cavour, Guarene, Igliano, La Morra, Lequio Berria, Levice, Magliano Alfieri, Mango, Marsaglia, Mombarcaro, Monchiero, Mondovì, Monforte d’Alba, Montà, Montaldo Roero, Montelupo Albese, Monteu Roero, Monticello d’Alba, Murazzano, Narzole, Neive, Neviglie, Niella Belbo, Niella Tanaro, Novello, Perletto, Pezzolo Valle Uzzone, Piobesi d’Alba, Piozzo, Pocapaglia, Priocca, Prunetto, Roascio, Rocca Cigliè, Rocchetta Belbo, Roddi, Roddino, Rodello, S. Benedetto Belbo, S. Michele Mondovì, S. Vittoria d’Alba, S. Stefano Belbo, S. Stefano Roero, Serralunga d'Alba, Serravalle Langhe, Sinio, Somano, Sommariva Perno, Torre Bormida, Treiso, Trezzo Tinella, Verduno, Vezza d’Alba, Vicoforte.

- Die Weine mit der Bezeichnung „Langhe Arneis“ dürfen nur in folgenden Gemeindegebieten hergestellt werden:[1]
  - in der Provinz Cuneo: Alba, Baldissero d’Alba, Barbaresco, Canale, Castagnito, Castellinaldo, Corneliano d’Alba, Diano, Govone, Grinzane Cavour, Guarene, Magliano Alfieri, Mango, Montà, Montaldo Roero, Monteu Roero, Monticello d’Alba, Neive, Neviglie, Piobesi d’Alba, Pocapaglia, Priocca, Roddi, Rodello, S. Vittoria d’Alba, S. Stefano Roero, Sommariva Perno, Treiso, Trezzo Tinella, Verduno, Vezza d’Alba.

## Beschreibung
Laut Produktionsvorschriften:

### Langhe rosso
- Farbe: rubinrot mit Tendenz zu granatrot
- Geruch: charakteristisch, weinig, intensiv
- Geschmack: trocken, mit gutem Körper, bisweilen lebhaft
- Alkoholgehalt: mindestens 11,0 Vol.-%
- Säuregehalt: mind. 4,5 g/l
- Trockenextrakt: mind. 19,0 g/l

### Langhe bianco
- Farbe: mehr oder weniger intensives strohgelb
- Geruch: zart, fein, mit Holznoten
- Geschmack: zart, harmonisch, bisweilen lebhaft
- Alkoholgehalt: mindestens 10,5 Vol.-%
- Säuregehalt: mind. 4,5 g/l
- Trockenextrakt: mind. 14,0 g/l

### Langhe rosato
- Farbe: rosa bis helles rubinrot
- Geruch: charakteristisch, weich und zart
- Geschmack: trocken oder lieblich, samtig und harmonisch
- Alkoholgehalt: mindestens 11,5 Vol.-%
- Säuregehalt: mind. 4,5 g/l
- Trockenextrakt: mind. 16,0 g/l